# アバウトガールズ
アバウトガールズは、日本の2人組YouTuber。略称は「アバガ」。

## 概要
ニューハーフバーで働いている時に知り合い親友同士となった、ゲイであるヴィヴィアン・モンローと、ニューハーフであるアリス・ヘップバーンの2人からなるYouTuberであり、公式チャンネルの概要欄には「オネエ2人によるユニット」と表記されている。
2019年1月1日より活動開始し、開始当初は週3回更新（水曜日・金曜日・日曜日）であったが、2019年末より発生した新型コロナウイルス感染症の世界的流行に伴い緊急事態宣言が発令され、当時はお互い遠方（ヴィヴィアンは福岡県、アリスは東京都）に住んでいたため対面の撮影が困難になったことから、2020年4月からは週2回更新（金曜日と日曜日）に変更された。その後、2025年6月にラジオ「アーダ＊コーダ」（後述）の更新が水曜日に変更になったことで、当初の週3回更新に戻った。
活動初期は双方の舞台経験を生かしたシチュエーション・コメディ（シットコム）やなりきり、大食い、ゲーム実況など様々な企画動画を更新していたが、2023年後半頃からはチャンネルの方針として、後述の「おしゃべりな食卓」や「まだ眠れない夜は･･･」などの雑談をメインとした動画が主となっていた。
「アバウトガールズ」という名前は、YouTubeでの活動を開始する以前に、2人でお遊び感覚でボイスメモにラジオを録音していたときから付けていた名前であり、その時の挨拶が「（ヴィヴィアン）あなたのハートをずっこんばっこん♡（アリス）新しい扉、開いてみない？（2人）アバウトガールズです」であったため、そこから現在の「（ヴィヴィアン）あなたのハートを（アリス）ずっこんばっこん♡（ヴィヴィアン）オネエ2人で（2人）アバウトガールズです」という挨拶に変容していった。また、挨拶をする際の振りはアリスが考案したものであり、キャビンアテンダントを意識したものとなっている。
2024年7月1日には、アバウトガールズとしては初となるヴィヴィアンの脚本・演出による舞台「イノセント〜聖なる者たち〜」が、8月29日から9月2日にかけて新宿サンモールスタジオで公演されることがチャンネル内の動画で緊急告知され、同時に主演を高木聡一朗と有栖川朋花（アリス・ヘップバーン）が務めることが発表された。また、2025年6月25日にはヴィヴィアンの脚本・演出による2作目の舞台「NON SUGAR」が、9月11日から15日にかけて新宿サンモールスタジオで公演されることが発表された。
アバウトガールズのファンは「アバガメイト」、ゲスト出演回数の多い人物は「アバガファミリー」と呼ばれている。

## メンバー

### ヴィヴィアン・モンロー
1989年10月4日生まれ。てんびん座。血液型はA型。福岡県筑紫郡那珂川町（現・那珂川市）出身。福岡県立柏陵高等学校卒業。本名：山下 俊平（やました しゅんぺい）。
活動初期はヴィヴィアン・ダイナマイトという名前で活動していたが、2019年5月11日公開の動画よりヴィヴィアン・ローズに改名し、8月30日公開の動画からは現在のヴィヴィアン・モンローに再改名している。
かつてはワタナベエンターテインメントや吉本興業に所属していた元お笑い芸人であり、2009年2月から浅川野絵と共に「あげは」（2013年6月末に解散）というコンビで活動していたほか、2014年2月14日からは現・MAUMAUのしまちゃん（旧・しまねぇ）と共に「コスカー姉妹」（旧・ミラクル☆パンティー、2017年12月31日に解散）というコンビでも活動していた。「あげは」として活動していた時は「キャンディ畑あめ子」という芸名で活動していたため、島田秀平のYouTubeチャンネルである「島田秀平のお怪談巡り」にアバウトガールズとしてゲスト出演した際に、ともにゲスト出演していた好井まさおから「ヴィヴィアンっていうのが全然しっくりこない」「元あげはのあめ子でしょ？」とツッコミを入れられていた。また、アバウトガールズ内の動画にも頻繁にゲスト出演している八つ橋てまりとはワタナベコメディスクール時代の先輩後輩の関係（ヴィヴィアンが20期生、八つ橋が21期生）であり、時折八つ橋が年齢が下であるヴィヴィアンに対して敬語で話しているのはその頃の名残だという（芸人時代の芸名の「あめ子」の由来は、初めてゲイバーに行った時にチュッパチャプスを舐めていたからである）。
また、一時期はタロットカードを用いたタロット占い師としても活動をしており、アバウトガールズ内の動画以外にも、自身の個人チャンネルである「ヤバい占い師CH」（旧・占いおブスちゃんねる）などでも占いを行っていたが、2024年7月に公開された動画内で「辞めた」と発言している。
小学生の頃には水泳を6年間習っていたほか、バドミントンも習っており、さらには少年サッカーのチームにも所属していたが、サッカーに関してはルールがわからなかったため、試合中に自分にボールが渡った際にわけもわからず、友達が立っていたゴールにボールを蹴ったところ、それが自分のチームのゴールだった（オウンゴール）ため、試合終了後に保護者が子供たちに豚汁を振舞った際に、器を持って並んで待っていたヴィヴィアンに対して保護者が「山下君には無いです」と言い、一人だけ豚汁を食べられず村八分状態となったためすぐに辞めてしまったと語っている。
子供の頃から知り合った人にそれぞれあだ名を付けているが、これは人の名前をちゃんと覚えられないためあえて意識的にしていると発言している。
猫アレルギーがあるほか、ネズミやカピバラなどの齧歯類の動物が大の苦手であり、写真や映像で観るのもダメなほどであるが、齧歯類の動物以外にウサギやスフィンクスのような毛のない猫なども苦手である（そこから派生して、現在では動物全般に苦手意識を持ってしまっている）。また、むずむず脚症候群であるほか、メニエール病も患っており、舞台「イノセント〜聖なる者たち〜」の千秋楽中の楽屋で、あともう少しで自分の出番というタイミングでメニエール病の症状が出てしまい、めまいと吐き気で一時は中止も考えるほど大変な思いをしたと語っている。
その他の特技としてピアノがあり、チャンネル内の動画でも何度か演奏しているが、ヴィヴィアン自身はピアノを習った経験はなく、全て自己流だと語っている。
霊感が強く、いままでに様々な心霊体験などを経験してきているため、チャンネル内の動画で自身の実体験を語っているが、その道の人曰く「霊感ではなく霊媒体質である」といい、霊以外にも事件や事故などの人があまり体験しないような悪いことも寄せやすいという。
好きなアーティストは椎名林檎と秦基博であり、特に椎名林檎は「整形するなら椎名林檎さんみたいにしてくださいっていうぐらい好き」と語っている。椎名林檎で好きな曲は「青春の瞬き」、秦基博で好きな曲は「僕らをつなぐもの」を挙げている。また、好きなブランドとしてヴィヴィアン・ウエストウッドを挙げており、芸名の「ヴィヴィアン」はここから採られている。

### アリス・ヘップバーン
1982年10月12日生まれ。てんびん座。血液型はO型。群馬県出身。本名：樋口 知樹（ひぐち ともき）。
トランスジェンダー（MtF）であり、一部性別適合手術を受けている。15歳から芸能事務所に所属し芸能界に入り、25歳まで男性として俳優活動をしており、ニューハーフに転身した後には有栖川 朋花（ありすがわ ともか）としてタレント活動をしていたこともある。また、現在でも同名義で女優として舞台に出演している。
小学校低学年まで水泳を、小学4年生から6年生まで英会話を、中学1年生から3年生までピアノを習っていた。そのほか、中学2年生からはジャズダンスも習っていたが、このことについてアリスは、小学5年生頃からミュージカルを志しており、親に内緒で勝手に書類を送っていたが、ダンスや歌のレッスン経験が無かったために毎回書類審査で落とされていたため、経歴を得るためにどうしてもダンスを習いたいと母親にお願いしてレッスンに通わせてもらっていたことを明かしている。
また、18歳の時に上京しているが、上京すると決めた時点ではまだ東京での仕事がまったく決まっていない状態だったため、親からは猛反対され、仕事が決まっていないのにもかかわらず東京で暮らすことをとても心配されたことから、「じゃあ、仕事さえ決まればいいんでしょ？」と考え、サンリオピューロランドのダンサーオーディションに受かったという嘘の合格通知を友人のワープロを借りて自ら作成してわざわざ東京から実家へと送り、届いた合格通知を母親に見せてなんとか説得し上京した。しかし、嘘を吐いて上京したことから、「この嘘がバレるのも時間の問題」と危惧した為、ダメ元でサンリオピューロランドのオーディションを受けたところ一発で受かり、最年少ダンサーとして1年間出演していた。
軽度の色覚異常（色弱）であり、焼肉屋で収録した回では、肉に火が通ったか否かの判別がつかないため、肉を焼く係を全てヴィヴィアンに任せていたほか、故郷である群馬県へ旅行した回では、道中で紅葉を見た際には「紅葉してるんだ、アレ」と発言し、ヴィヴィアンから「何色に見えるの？」と問われると「茶色」と答えていた。また、メガロフォビア（巨大物恐怖症）であり、フェリーや貨物船などの大型の船や、ガスタンク（ガスホルダー）などの大型の建造物が苦手なほか、高崎白衣大観音を見た際には視界に入った途端に嫌悪感を示していた。
YouTubeでの活動を開始した直後に、4年半交際していた男性と破局しているが、破局直後に収録された即興ソングを歌う企画では即興でその男性のことを歌い上げ、その歌はその場で「K」と題されている。後にその時の歌を基に完全版としてオリジナルソングが作られ、2021年11月20日には自身の個人チャンネルに松田幹の編曲によるリメイク版のミュージック・ビデオとメイキング映像が公開された。更に2022年4月23日には配信限定シングルとして配信が開始され、アーティストデビューを果たした。
好きなアーティストはEvery Little Thingであり、ファンクラブにも入っているほか、持田香織を「憧れの女性」、伊藤一朗を「結婚したいとずっと思っていた人」と語っている。また、特に好きな曲として「ソラアイ」を挙げており、自身が失恋してどん底にいた時に聴いて救われたとも語っている。また、一番好きな映画として岩井俊二監督の「花とアリス」を挙げており、芸名の「アリス」および「有栖川」は、この映画で蒼井優が演じている役の名前から採られている。

## 主な企画
前述の通り、活動初期には様々な企画動画を更新していたが、2025年現在はもっぱら下記の企画がメインとなっている。
- たまたま、ふたり。
活動開始直後である2019年1月6日より開始。「たまたま出逢って、たまたま親友になったオネエふたりが、たまたま見つけた場所で、なんでもないお喋りをする。」というコンセプトの企画であり、屋内だけではなく屋外など様々な場所で行われ、スマートフォンのタイマーを15分にセット[注釈 3]した状態でトークをし、タイマーが鳴るとそのままエンディングとなる。
下記の企画ほどではないものの、現在でも定期的に行われている企画であり、2024年9月時点で#32まで公開されている。
また、2023年8月18日公開の#30は「島田秀平のお怪談巡り」とのコラボ回となっており、島田秀平がゲスト出演している[33]。

- 毒舌おかまOL
2019年4月1日より開始。こちらは架空の総合商社「アバウト商事」の休憩室という設定で、OLコスプレイヤーの「ヴィヴィ山ダイ子」（ヴィヴィアン[注釈 4]）と、アバウト商事庶務課の「有栖川へぷ子」（アリス）の毒舌な2人のおかまのOLが、世間で騒がれていることや個人的にむかつくことなどをぶった斬るというコンセプトの企画である。
当初は「毒舌おかまOLの悪口休憩」のタイトルでスタートし、2019年4月に行った毎日投稿チャレンジの中の企画であったため、同年4月26日に公開した動画で一度最終回を迎えた[34]が、8ヶ月後の12月22日に「毒舌OL悪口休憩室[注釈 5]」のタイトルで復活し[36]、以降は数ヶ月おきに定期的に公開されていた。
しかし、2022年7月15日に公開した動画を最後に長らく休止状態であったが、2025年3月7日に「毒舌OL休憩室」のタイトルで、約2年8ヶ月ぶりに新作が公開されたのを皮切りに、現在でも定期的に更新されている。

- おしゃべりな食卓
2019年11月20日より開始。こちらは「食べる×喋る」をモットーとした企画であり、2人が興味のあるテーマをお題に、食事をしながら雑談をする。
オープニングでは「美味しい食事に、アバウトなトークを添えて。オネエ2人のおしゃべりな食卓、始まります」[注釈 6]、エンディングでは「お腹いっぱいに食べて、気が済むまでおしゃべり。平凡な当たり前を、これからも」というヴィヴィアンによるナレーションがそれぞれ挿入されるが、2024年6月21日公開のVol.72からは流されなくなり、2024年6月30日公開のVol.75のエンディングで流れた以降は完全に廃止された。
2021年1月15日公開のVol.14以降はしばらくの間休止していたが、2023年7月16日公開のVol.15より約2年半ぶりに再開して以降は2024年末までこのチャンネルのメインコンテンツのひとつとなっていた（また、チャンネルの方針として2024年に公開された動画の大半がこの企画であった）。
企画開始当初は、スロットメーカーを用いてその場でランダムにトークテーマを決め、ひとつの動画で2～3つのトークテーマで雑談をしていたが、企画が再開されたVol.15以降は事前にトークテーマを決め、トークテーマの数もひとつのみとなっている。
しかし、2024年3月3日公開のVol.49では食事は一切せずに、ヴィヴィアンがアリスにメイクを施すだけという企画の主旨からは逸れた内容であった[37]ほか、2024年3月22日公開のVol.52で登場したベジマイトなど、「美味しい食事」とはかけ離れたものが登場することもある。
2024年11月29日公開の動画でVol.100を迎えたが、12月1日公開のVol.101以降はサムネイルからVol.表記が廃止されたほか、2025年1月から新企画としてラジオ「アーダ＊コーダ」がスタートしたことにより、2024年12月27日公開のVol.106[注釈 7]をもって再び休止状態となった。

- 本当にあった怖い話
2019年4月29日より開始。こちらは企画名通り全て本当にあった怖い話をそれぞれ語っていくものであり、このチャンネルで一番再生数が伸びている企画でもある。
類似企画に「一周まわって怖い話」「"少し"怖い話」「クソみてぇな怖い話」があり、こちらは心霊体験や怪談以外の「ある意味で」怖い話がメインとなっている。
また類似企画も含め、アリスが「とあるニューハーフの話」と称し自身の実体験を話した後、「もっと怖いのが、そのニューハーフっていうのが……」と言った後に、唐突に奇怪な踊りをしてヴィヴィアンを怯えさせた後に、自身を指差して「わたし」というのが恒例となっている。
2025年5月9日からは、視聴者から投稿された恐怖体験談を語る「あなたの怖い話 -視聴者投稿-」がスタートした。

- まだ眠れない夜は･･･
2021年2月7日より開始。こちらは「オネエ×女芸人のトークバラエティ」であり、前述の通りヴィヴィアンと親交のある八つ橋てまりをレギュラーに据え3人で雑談をする企画である。タイトルや企画コンセプトはフジテレビ系列で放送されているトークバラエティ番組「はやく起きた朝は…」のパロディとなっており、略称は「まだ夜」。
「おしゃべりな食卓」とは異なり、トークテーマを設けずにその場で好き勝手に雑談をする企画であり、初回ではパロディ元である「はやく起きた朝は…」になぞらえ、アリスが磯野貴理子、ヴィヴィアンが松居直美、八つ橋が森尾由美と自己紹介をしていたが、八つ橋が自己紹介をする前には（残ったのが森尾由美であったため）アリスが「え？？」と困惑し、自己紹介後にヴィヴィアンが「（森尾由美というより）森の狩人でしょ？」とツッコミを入れていた[38]。
オープニングでは第3回までOtis McDonaldの「La, La, La」が、第4回以降は主にTrackTribeの「River Blues」が使用されているが、ヴィヴィアンが不在の第25回とアリスが不在の第26回ではエドワード・エルガーの行進曲「威風堂々」第1番の冒頭部分が使用されていた。

- アバウトガールズのラジオ「アーダ＊コーダ」
2025年1月19日より開始。「世の中のあらゆることにああだこうだ言わせてもらう番組」をコンセプトとしたラジオ番組であり、元々ボイスメモで自作のラジオを作っていたところからスタートしたアバウトガールズにとっては原点回帰ともいえる企画である[注釈 8]。
この企画ではYouTubeの動画投稿だけでなく、Spotifyで同一の内容のものをポッドキャストで配信しており、企画開始前日の1月18日には、Spotifyのみで#0が公開された[39]。また、#19まではYouTubeとSpotifyの両方で毎週日曜日の23時に更新されていたが、#20よりYouTubeの動画投稿が3日遅れの水曜日に変更された[40]ことで、チャンネル開設当時の週3日更新が復活した形となった。その後、#23よりSpotifyも水曜日に変更され、#25からはさらに木曜日の朝7時に変更された。
企画を始めるきっかけとしては、開始前の2024年12月15日に公開した「おしゃべりな食卓」のVol.105にて、以前よりファンから「ラジオやってください」「ポッドキャストやらないんですか？」といった要望が寄せられており、また、画がある状態で喋るのとラジオで喋るのは全然違い、ラジオとして喋るほうがやりやすいからだと語っている[41]。

## 出演
☆＝ヴィヴィアンのみ出演、★＝アリスのみ出演。

### テレビ番組
- 相席食堂（2024年9月17日、朝日放送テレビ）☆[42]

### CM
- フレイアクリニック（2023年 - 、ABEMA）

### イベント
- 第30回レインボー・リール東京 ～東京国際レズビアン＆ゲイ映画祭～（2022年7月17日・18日） - メインMC[43]
- 第31回レインボー・リール東京 ～東京国際レズビアン＆ゲイ映画祭～（2023年7月17日） - メインMC[44]
- 麻宵の館（2023年10月29日）[45]

### 舞台
- オネェミュージカル『Laki⭐︎Laki Hipster 〜真夏の夜の悪夢〜』（2022年8月3日～7日、シアターサンモール）★[46]
- 4rooms（2023年2月8日～12日、サンモールスタジオ）[47]
- 楽屋〜流れ去るものはやがてなつかしき〜（2024年4月24日～29日、スペシャルカラーズ）[48] - 女優D 役★
- イノセント～聖なる者たち～（2024年8月29日～9月2日、サンモールスタジオ）[49]
- 舞台版『武士の献立』（2024年11月9日～17日、草月ホール）[50] - 味噌版・以与の方（浄珠院） 役★
- ミュージカル 『もう一度抱きしめて』（2025年1月29日～2月2日、銀座博品館劇場）[51] - Bチーム・まゆゆ 役★
- おばドルゆみこ2025 浅草編（2025年4月9日～13日、恵比寿シアター・アルファ東京）[52] - プラセンタ 役[53]★
- 女の子になりたい？（2025年8月2日～11日、サンモールスタジオ） - リナ 役[54]★